# Українське радіо
«Українське радіо» — найбільша радіомережа та найпопулярніше розмовне радіо України, перший радіоканал Національної суспільної телерадіокомпанії України. Також назву «Українське радіо» носить дирекція Національної суспільної телерадіокомпанії — структурний підрозділ компанії, що об'єднує чотири канали мовлення (окрім Першого каналу це Радіо Промінь, Радіо Культура та Radio Ukraine International), служби студійних комплексів Будинку радіо та Будинку звукозапису Українського радіо, а також радіоансамблі.
Штаб-квартирою Українського радіо є телерадіоцентр на вул. Хрещатик, 26 у м. Києві — Будинок Українського радіо.
Українське радіо мовить на ультракоротких хвилях, середніх хвилях, на супутнику, а також в кабельних телемережах та мережі проводового радіомовлення по всій території України. Чотири рази на добу в ефір Першого каналу включаються обласні редакції Українського радіо з 40-хвилинними відрізками місцевого мовлення. Також слухати канали Українського радіо можна у мобільному застосунку suspilne.radio для Android та iOS.
Українське радіо є першим українським радіомовником, що працює безперервно з 1924 року. До 2017 року Українське радіо було державним радіомовником, з 2017 року входить до складу суспільного мовника — Національної суспільної телерадіокомпанії України.
Українське радіо відоме, зокрема, масштабною щорічною акцією, яка об'єднує українців по всьому світу навколо української мови — Всеукраїнським радіодиктантом національної єдності, що відбувається з 2000 року.

## Історія
Першу радіотелеграфну лабораторію відкрив у Києві С. Айзенштайн у 1905 році, перша радіостанція була збудована в Миколаєві 1914 року. Радіомовлення в Україні після радянсько-української війни почалося у 1924 році. 16 листопада 1924 о 19:00 в Харкові — тодішній столиці УРСР — через малопотужний передавач вийшла в ефір перша вітчизняна радіопередача. З гучномовців пролунало: «Алло, алло, алло! Говорить Харків, говорить Харків, говорить Харків!». На честь початку мовлення Українського радіо, у 1994 році указом президента проголошено 16 листопада Днем працівників радіо, телебачення та зв'язку.
У 1925 році було збудовано більш потужні радіостанції в Харкові та Києві, а у 1927 році в Дніпрі, Донецьку, Одесі та інших містах. Перша радіомережа в Україні з'явилася у 1928 році. Народний комісаріат пошт і телеграфів проводив радіофікацію головним чином релейною системою — шляхом будування радіовузлів та подальшої ретрансляції дротами до підключених репродукторів-гучномовців. Панівний в інших країнах світу ефірний метод — встановлення радіоприймачів — використовувалася мало. Програми українською мовою були спочатку обмежені щодо часу і за змістом — понад 70 % складали політосвіта та агітація. Це були «радіогазети», а також доповіді, бесіди, останні новини, повідомлення зі з'їздів та нарад. Лише згодом програми радіостанцій в УРСР доповнили музичні, літературно-драматичні, програми для дітей і молоді.
Десять років Українське радіо мовило з Харкова. До Києва переїхало у 1934 році, коли сюди перемістили столицю Української РСР — перебрався разом з усіма владними органами і Всеукраїнський комітет радіофікації і радіомовлення при Раднаркомі УРСР. Перші будівлі радіокомітету та радіотеатру не збереглися — їх разом з багатьма іншими спорудами на центральній вулиці столиці — Хрещатику — та її околицях підірвали радянські війська 1941 року під час відступу.
У роки Другої світової війни Українське радіо не припиняло свою роботу. Спершу повернулося до Харкова, потім — до Сталінграда, згодом до Саратова, звідки велися регулярні передачі українською мовою. Станом на 1945 рік обсяг українського республіканського мовлення становив 10 годин на добу.
Будівництво київського телерадіоцентру на Хрещатику, 26 (нині — Будинок Українського радіо) розпочалося 1949 року. Це був перший телерадіоцентр, повністю оснащений вітчизняним обладнанням. 6 листопада 1951-го з тамтешньої студії вийшла перша передача, трансляція якої стала можливою завдяки високій залізній телевежі, збудованій поряд з будинком. Демонтували телевежу лише в середині 1970-х. А у 1990-х телебачення переїхало на Сирець, тож на Хрещатику залишилося тільки радіо.
Від 22 квітня 1965 року почала мовити інформаційно-музична радіостанція «Промінь», що станом на 1984 рік мовила цілодобово у проводовій мережі (понад 8 мільйонів проводових радіоточок у більш ніж 200 містах України), а також 9 годин стереофонічно на радіохвилях. У 1984 році середньодобовий обсяг українського республіканського і обласного радіомовлення на всіх радіоканалах складав 89,2 години. З них 38,6 год. — загальнореспубліканське внутрішнє мовлення, а 7,5 год — мовлення на закордон.
У історичний час відновлення суверенітету та незалежності України Українське радіо стає головним джерелом інформації про політичне життя та демократичні перетворення в державі, започаткувавши прямі трансляції засідань Верховної Ради від 15-го травня 1990 року, коли відбулося перше засідання Верховної Ради УРСР XII скликання, обраної на демократичних виборах, яка пізніше стала першим скликанням парламенту незалежної України.
Цікавим є факт, що Українське радіо почало транслювати «Ще не вмерла України і слава, і воля…» майже за півроку до того, як Верховна Рада офіційно затвердила цю мелодію державним гімном України.
1 січня 1992 року Українське радіо повністю припиняє ретрансляцію передач із Москви.
У 2000 році УР започатковує масштабну акцію Всеукраїнський радіодиктант національної єдності, яка щороку об'єднує українців по всьому світу навколо української мови. Цю акцію називають наймасовішим флешмобом осені.
Такі радіоведучі як Петро Бойко, Андрій Євенко, Ігор Мурашко, Микола Погрібний, Олена Коваленко, Іван Рябоштан, Ольга Копотун, Світлана Горлова, Тамара Стратієнко своїм мистецтвом захоплювали мільйони співвітчизників, популяризували серед слухачів якісну українську мову.
За часів Радянського Союзу мовленням на каналах УР займався Державний комітет по телебаченню і радіомовленню УРСР. Напочатку 1990-х років комітет був перетворений на Державну телерадіомовну компанію України. У 1995 році з Державної телерадіомовної компанії України була виділена Національна радіокомпанія України. Після ухвалення Закону «Про Суспільне телебачення і радіомовлення України» у 2014 році, розпочалося повторне об'єднання усіх державних мовників, за наслідками якого Національна радіокомпанія України увійшла до складу Національної суспільної телерадіокомпанії України (зареєстрована як юридична особа з початку 2017 року).
Нині Українське радіо — це чотири радіоканали суспільного мовлення, які виходять в ефір 24 години на добу 7 днів на тиждень. Програми виходять на хвилях Першого каналу (Українське радіо), Радіо «Промінь», Радіо «Культура» та Radio Ukraine International.
Влітку 2017 року Українське радіо очолює Хоркін Дмитро Миколайович.

## Трансформація в суспільне радіомовлення

### Реформа програмного наповнення
Після утворення Національної суспільної телерадіокомпанії України першим генеральним продюсером радіо НСТУ в червні 2017 став Дмитро Хоркін. За мету він поставив позбутися «колгоспності» в ефірі та зорієнтувати мовлення на слухачів, котрі приймають рішення: про свою родину, свій бізнес чи свою країну.
Перший сезон Українського радіо у форматі суспільного мовлення розпочався у вересні 2017 року. Під керівництвом Дмитра Хоркіна було повністю перезавантажено сітку мовлення трьох загальнонаціональних каналів радіо. Протягом першого медіасезону на UA: Українське радіо з'явилося 37 нових програм, на UA: Радіо Промінь — 16, на UA: Радіо Культура — 21 програма, крім того запущено дві цілодобові онлайн-радіостанції: «UA: Казки» для дитячої аудиторії та «UA: Класична музика» для дорослої аудиторії.
За 9 місяців першого радіосезону тижневе охоплення аудиторії Першого каналу Українського радіо зросло на 67 % (дані національного дослідження аудиторії радіо, що проводиться на замовлення міжгалузевого індустріального об'єднання «Радіокомітет» дослідницькою компанією Kantar TNS в Україні). У 2018 році Перший канал Українського радіо увійшов у ТОП-5 загальнонаціональних радіостанцій за рейтингом слухання новин за даними дослідження Internews, за рік до того в аналогічному дослідженні радіостанція не входила навіть у ТОП-10.
З 2017 року відновив свою роботу як концертний майданчик Будинок звукозапису Українського радіо, у ньому регулярно дають прямоефірні концерти радіоансамблі Українського радіо. Квитки доступні на ресурсах kontramarka та concert.ua.
У 2018 році запущено мобільний додаток suspilne.radio для Android та iOS.
Українське радіо стало одним з найактивніших учасників програми обміну «Єврорадіо» Європейської мовної спілки, зокрема записує і передає для європейських радіостанцій твори українських авторів та виконавців. У 2019 році записи Українського радіо, зокрема Симфонічного оркестру Українського радіо, понад 300 разів прозвучали на суспільних радіостанціях світу.
У 2019 році портал Українського радіо на додачу до урядового домену nrcu.gov.ua, колишнього вебсайту Національної Радіокомпанії України, дублювався на нову адресу — ukr.radio.
У 2019 році Всеукраїнський радіодиктант національної єдності — традиційна щорічна загальнонаціональна акція Українського радіо, який з 2000 року щорічно об'єднує українців по всьому світу навколо української мови, — відзначився рекордом: у день його проведення запит «радіодиктант» став найпопулярнішим Google-запитом серед української інтернет-аудиторії, рекорд повторився і у 2020 році.
З 1 вересня 2020 року Перший канал Українського радіо частково оновив офомлення, замінивши етерні джингли та деякі міжпрограмки, також було несуттєво оновлено оформлення ранкового та вечірнього будніх етерів.

### Розбудова FM-покриття
На момент ухвалення закону про Суспільне телебачення і радіомовлення у 2014 році Національна радіокомпанія України практично не мала FM-частот для каналів Українського радіо, сигнал яких поширювався у відносно непопулярному нижньому УКХ-діапазоні, середніх хвилях, а також у проводовій мережі, кількість абонентів якої стрімко скорочувалася.
Наприкінці 2014 року Національна рада з питань телебачення і радіомовлення передала в користування Національній радіокомпанії FM-частоти обласних державних ТРК, більша частина яких покривала невеликі райцентри, таким чином заклавши основу загальнонаціональної FM-мережі Першого каналу Українського радіо, в ефір якого включалися регіональні мовники — 4 години на добу. У період із 2014 по 2019 роки Національна рада з питань телебачення і радіомовлення видала на конкурсі трьом каналам Українського радіо 193 нові FM-частоти, таким чином розбудувавши їхні мережі по всій країні.
Станом на жовтень 2019 року, найбільшою FM-мережею, якій немає аналогів у країні, є Перший канал Українського радіо — 192 населених пункти у 24 областях. Мережа Радіо «Промінь» охоплює 64 населених пункти у 24 областях України, серед них 19 — обласні центри. Мережа Радіо «Культура» охоплює 49 населених пунктів у 23 областях України, серед яких 13 — обласні центри.

## Активи Українського радіо

### Канали мовлення
- Українське радіо — перший канал суспільного радіо в Україні. За форматом — інформаційна розмовна радіостанція (вночі під кінець години транслюється музика та культура після 0:00 до 6:00).
- Радіо Промінь — другий канал Українського радіо. За форматом — музично-розмовна молодіжна радіостанція.
- Радіо Культура — третій канал Українського радіо. За форматом — культурно-просвітницька радіостанція.
- Radio Ukraine International. Веде мовлення англійською, білоруською, болгарською, німецькою, польською, російською, румунською, словацькою, угорською та українською мовами[33].

### Студійні комплекси
- Будинок радіо — апаратно-студійний комплекс, розташований у місті Києві по вул. Хрещатик, 26. Звідси у прямий ефір виходять 4 канали Українського радіо.
- Будинок звукозапису Українського радіо (БЗЗ) — концертно-студійний комплекс, розташований у місті Києві по вул. Первомайського, 5 В. Велика концертна студія БЗЗ дозволяє записувати великі оркестрові та хорові колективи і є однією з найбільших подібних студій в Європі. Також Будинок звукозапису слугує репетиційним та концертним майданчиком для творчих колективів Українського радіо.

### Радіоансамблі (художні колективи)
Див. також: Радіоансамбль
- Заслужений академічний симфонічний оркестр Українського радіо
- Академічна хорова капела Українського радіо
- Академічний оркестр народної та популярної музики Українського радіо
- Великий дитячий хор Українського радіо
- Тріо бандуристок Українського радіо

## Частоти мовлення
Трансляція ведеться за допомогою дротового, супутникового та Інтернет-мовлення, в аналоговому режимі на діапазонах ультракоротких та середніх хвиль, а також у цифровому форматі (DAB+). Програми Українського радіо транслюються на супутнику Astra 4A.

### Мовлення в УКХ та FM-діапазонах
- Київ — 105,0 FM; 222,064 (11D)

### Вінницька область
- Вінниця — 88,6 FM
- Бар — 67,91 УКХ
- Великий Митник — 96,2 FM
- Бершадь — 105,1 FM
- Гайсин — 102,5 FM
- Жмеринка — 67,34 УКХ
- Іллінці — 107,5 FM
- Крижопіль — 106,7 FM
- Липовець — 66,86 УКХ
- Мазурівка — 102,4 FM
- Могилів-Подільський — 104,2 FM
- Муровані Курилівці — 106,1 FM
- Немирів — 102,0 FM
- Оратів — 69,62 УКХ
- Погребище — 69,11 УКХ та 105,8 FM
- Томашпіль — 68,12 УКХ
- Тульчин — 105,5 FM
- Чечельник — 107,5 FM
- Шаргород — 72,98 УКХ
- Ямпіль — 101,8 FM

### Волинська область
- Луцьк — 88,3 FM
- Горохів — 106,5 FM
- Камінь-Каширський — 105,8 FM
- Ковель — 91,8 FM
- Кортеліси — 88,9 FM
- Любешів — 107,8 FM
- Нововолинськ — 100,3 FM
- Олика — 89,1 FM
- Цумань — 100,4 FM
- Шацьк — 101,5 FM

### Дніпропетровська область
- Дніпро — 87,5 FM
- Жовті Води — 88,9 FM
- Кривий Ріг — 90,0 FM
- Межова – 90,7 FM
- Нікополь — 106,0 FM
- Орли — 99,2 FM
- Павлоград — 104,2 FM
- Першотравенськ — 94,8 FM

### Донецька область
- Брусівка — 102,2 FM
- Волноваха — 88,7 FM
- Гірник — 90,7 FM
- Костянтинівка — 98,6 FM
- Краматорськ — 102,2 FM
- Лиман — 90,4 FM та 873 кГц
- Маріуполь — 107,3 FM
- Покровськ — 98,8 FM
- Слов'янськ — 102,2 FM
- Часів Яр — 873 кГц

### Житомирська область
- Житомир — 103,4 FM
- Андріївка — 103,4 FM
- Баранівка — 88,1 FM
- Бердичів — 107,1 FM
- Брусилів — 92,1 FM
- Вільшанка — 99,1 FM (план)
- Звягель — 89,3 FM
- Любар — 102,9 FM (план)
- Овруч — 104,2 FM
- Олевськ — 100,2 FM
- Попільня — 89,9 FM
- Ружин — 96,7 FM (план)
- Чуднів — 99,1 FM (план)

### Закарпатська область
- Ужгород — 107,2 FM
- Біловарці — 105,7 FM
- Великий Березний — 104,3 FM
- Добрянське — 100,5 FM
- Красна — 104,6 FM
- Міжгір'я — 106,6 FM
- Мукачево — 97,3 FM
- Нижні Ворота — 105,0 FM
- Нижній Студений — 107,7 FM
- Рахів — 102,2 FM
- Хуст — 101,2 FM

### Запорізька область
- Запоріжжя — 103,7 FM
- Бердянськ — 88,4 FM
- Кам'янка — 102,3 FM
- Мелітополь — 107,7 FM
- Новомиколаївка — 100,1 FM
- Приморськ — 69,17 УКХ
- Токмак — 90,2 FM

### Івано-Франківська область
- Івано-Франківськ — 100,4 FM
- Верховина — 103,6 FM
- Калуш — 100,1 FM
- Косів — 100,6 FM
- Яремче — 100,2 FM

### Київська область
- Березань — 92,6 FM
- Біла Церква — 106,8 FM
- Богуслав — 88,1 FM
- Іванків — 95,4 FM
- Кагарлик — 90,8 FM
- Славутич — 106,6 FM
- Тетіїв — 102,9 FM

### Кіровоградська область
- Кропивницький — 91,2 FM
- Благовіщенське — 107,7 FM
- Гайворон — 106,0 FM
- Голованівськ — 97,4 FM
- Добровеличківка — 90,7 FM
- Долинська — 104,9 FM
- Новомиргород — 89,4 FM
- Новоукраїнка — 104,8 FM
- Олександрія — 87,6 FM
- Петрове — 105,5 FM
- Світловодськ — 99,2 FM
- Смоліне — 101,2 FM

### Луганська область
- Бахмутівка — 92,4 FM
- Біловодськ — 99,1 FM
- Білокуракине — 103,1 FM
- Білолуцьк — 102,4 FM
- Зоринівка — 101,2 FM
- Комишуваха — 89,9 FM
- Лисичанськ — 88,2 FM
- Марківка — 101,6 FM
- Попасна — 102,5 FM
- Сватове — 105,5 FM
- Старобільськ — 71,66 УКХ
- Широкий — 100,4 FM

### Львівська область
- Львів — 103,3 FM
- Бориня — 90,0 FM
- Борислав — 93,9 FM
- Броди — 104,0 FM
- Верхнє — 91,1 FM
- Добромиль — 105,6 FM
- Дрогобич — 88,7 FM
- Завадка — 91,8 FM
- Золочів — 102,8 FM
- Козьова — 105,3 FM
- Красне — 100,2 FM
- Лімна — 104,1 FM
- Новий Розділ — 92,2 FM
- Підгородці — 105,7 FM
- Сколе — 103,3 FM
- Славське — 100,4 FM
- Старий Самбір — 100,5 FM
- Турка — 106,9 FM
- Шептицький — 98,5 FM
- Ясениця — 91,4 FM

### Миколаївська область
- Баштанка — 98,0 FM
- Вознесенськ — 92,6 FM
- Луч — 549 кГц
- Миколаїв — 92,0 FM
- Новий Буг — 103,9 FM
- Первомайськ — 105,9 FM

### Одеська область
- Одеса — 91,4 FM
- Арциз — 103,3 FM
- Березівка — 105,0 FM
- Бессарабське — 99,2 FM
- Болград — 105,7 FM
- Велика Михайлівка — 104,5 FM
- Вилкове — 107,6 FM
- Захарівка — 102,1 FM
- Ізмаїл — 1404 кГц
- Кодима — 102,6 FM
- Курісове — 1278 кГц
- Любашівка — 94,6 FM
- Миколаївка — 106,3 FM
- Петровірівка — 100,2 FM
- Подільськ — 103,6 FM
- Рені — 105,9 FM
- Роздільна — 88,9 FM
- Сарата — 107,8 FM

### Полтавська область
- Полтава — 101,8 FM
- Гадяч — 103,1 FM
- Зіньків — 102,5 FM
- Гребінка — 101,4 FM
- Іскрівка — 101,0 FM
- Карлівка — 106,2 FM
- Красногорівка — 106,3 FM
- Кременчук — 100,9 FM
- Лелюхівка — 107,4 FM
- Лохвиця — 105,5 FM
- Лубни — 100,1 FM
- Миргород — 106,3 FM
- Переліски — 102,5 FM

### Рівненська область
- Рівне — 87,8 FM
- Антопіль — 87,8 FM
- Березне — 104,0 FM
- Дубровиця — 106,6 FM
- Зарічне — 103,8 FM
- Копань — 102,9 FM
- Корець — 107,2 FM
- Сарни — 106,6 FM

### Сумська область
- Суми — 97.5 FM
- Білопілля — 91,6 FM
- Велика Писарівка — 98,7 FM
- Дружба — 90,4 FM
- Конотоп — 104,6 FM
- Лебедин — 104,8 FM
- Миропілля — 101,0 FM
- Нова Слобода — 107,2 FM
- Охтирка — 88,9 FM
- Середина-Буда — 106,4 FM (план)
- Тростянець — 104,1 FM
- Чернацьке — 106,4 FM (план)
- Шостка — 107,8 FM

### Тернопільська область
- Тернопіль — 87,7 FM
- Бережани — 103,2 FM
- Бучач — 102,7 FM
- Кременець — 107,9 FM
- Чортків — 101,9 FM
- Шумськ — 101,6 FM

### Харківська область
- Харків — 106,1 FM та 1278 кГц
- Балаклія — 99,3 FM
- Берестин — 107,6 FM
- Великий Бурлук — 105,4 FM
- Вовчанськ — 90,2 FM (план)
- Зачепилівка — 103,7 FM
- Ізюм — 102,5 FM
- Кегичівка — 104,3 FM
- Краснокутськ — 91,5 FM
- Куп'янськ — 105,1 FM
- Лозова — 106,3 FM
- Златопіль — 102,6 FM

### Херсонська область
- Херсон — 100,6 FM та 1278 кГц
- Берислав — 93,1 FM (план)
- Василівка — 105,8 FM
- Високе — 95,4 FM
- Високопілля — 103,0 FM
- Генічеськ — 100,7 FM
- Костирка — 93,1 FM (план)
- Новотроїцьке — 102,8 FM
- Олешки — 100,6 FM
- Скадовськ — 101,7 FM
- Чаплинка — 106,9 FM

### Хмельницька область
- Хмельницький — 104,6 FM
- Волочиськ — 100,8 FM
- Кам'янець-Подільський — 101,5 FM
- Полонне — 68,06 УКХ
- Славута — 104,4 FM
- Старокостянтинів — 104,2 FM
- Чемерівці — 70,88 УКХ

### Черкаська область
- Черкаси — 91,4 FM
- Буки — 106,9 FM
- Канів — 88,6 FM
- Тальне — 105,2 FM
- Умань — 100,6 FM
- Чигирин — 101,3 FM
- Шпола — 105,6 FM

### Чернігівська область
- Чернігів — 88,7 FM
- Бахмач — 91,5 FM
- Варва — 104,4 FM
- Загребелля — 103,0 FM
- Козелець — 88,0 FM
- Короп — 101,6 FM
- Мена — 88,1 FM
- Ніжин — 92,2 FM
- Новгород-Сіверський — 101,0 FM
- Прилуки — 105,7 FM
- Семенівка — 99,5 FM
- Сновськ — 103,8 FM
- Холми — 106,1 FM

### Чернівецька область
- Чернівці — 91,8 FM та 657 кГц
- Новодністровськ — 106,6 FM
- Путила — 107,0 FM

### AM-мовлення
| Частота, кГц | Передавач | Територія мовлення                                                                                          |
| ------------ | --------- | --- |
| 657*         | Чернівці  | Вінницька, Тернопільська і Хмельницька області, Буковина та Прикарпаття                                     |
| 873*         | Часів Яр  | Донецька, Луганська та Запорізька області                                                                   |
| 1278         | Курісове  | Крим, Дніпропетровська, Запорізька, Кіровоградська, Миколаївська, Одеська, Полтавська та Херсонська області |
| 1404*        | Ізмаїл    | Південь Одеської області *                                                                                  |

## Параметри супутникового мовлення
| Супутник | Частота | Символьна швидкість | Поляризація     | FEC |
| -------- | ------- | ------------------- | --------------- | --- |
| Astra 4A | 12130   | 27500               | вертикальна (V) | 3/4 |

## Логотипи
| Роки застосування | Логотип |
| ----------------- | ------- |
| (1990—2017)       |         |
| (2017—2022)       |         |
| (2022—дотепер)    |         |

## Рейтинги та визнання
За результатами дослідження «Українські медіа, ставлення та довіра у 2023 році», яке було виконано InMind на замовлення міжнародної організації Internews, «Українське радіо» стало лідером рейтингу слухання новин серед радіомовників.

## У культурі

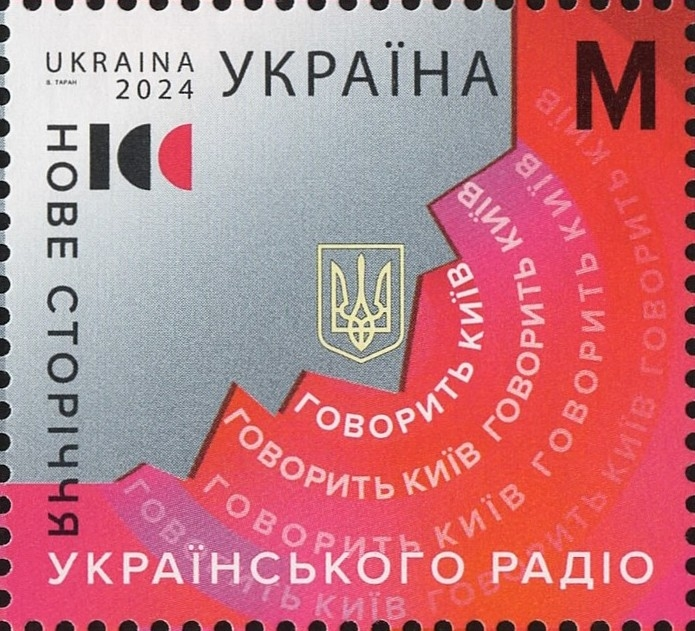
Марка «Нове сторіччя українського радіо», поштова марка України (2024)

У вересні 2024 року Київрада найменувала на честь Українського радіо сквер у центрі столиці, на розі вул. Хрещатик та вул. Прорізна — «Сквер Українського радіо».
15 листопада 2024 року Укрпошта ввела в обіг марку «Нове сторіччя Українського радіо».
15 листопада 2024 року Національний банк України увів в обіг пам’ятну монету «сотої річниці із часу заснування “Українського радіо”» номіналом 5 (п’ять) гривень.
У 2025 році була видана книжка «Українське радіо. Історія буремного століття» у видавництві «Лабораторія» у партнерстві з ГО «Детектор медіа», автори Вадим Міський і Тамара Гусейнова, ідейний натхненник видання — Дмитро Хоркін. Книжка досліджує історії спротиву та боротьби за ідентичність в ефірі першого українського мовника від 1924 року до сьогодення. Видання очолило список бестселерів видавництва на Книжковому Арсеналі — 2025, опинившись на першій сходинці рейтингу продажів за підсумком фестивалю.